# Explorer 14
Explorer 14 (též EPE-2, EPE-B) byla americká vědecká družice, součást programu Explorer, jejímž úkolem bylo studovat kosmické záření, sluneční vítr, magnetosféru a meziplanetární magnetické pole. Patřila do série družic Energetic Particles Explorer, kam patřili i Explorer 12, Explorer 15 a Explorer 26.
Družice byla vynesena 2. října 1962 raketou Delta A a obíhala na nízké oběžné dráze s perigeem 2601 km a apogeem 96 189 km. Družice pracovala bezproblémově po většinu plánované mise, problémy se vyskytly jen v období od 10. do 24. ledna 1963, kdy došlo k výpadku. Družice definitivně ukončila přenos dat 11. srpna 1963, kdy selhal vysílač. Užitečná vědecká data vysílala přibližně po 85% své aktivní životnosti.
Úkoly a přístrojové vybavení družice byly téměř stejné, jako u předchozího Exploreru 12. Explorer 14 však měl navíc nový detektor protonů, který byl určen ke studiu kladně nabitých iontů slunečního plazmatu. Přístroj byl umístěn na spodku družice a postupně snímal energetické hladiny od 18 keV do 0,2 keV. Celá snímkovací sekvence trvala 170 sekund. Užitečná data byla z toho přístroje získána pouze 7. října 1962, kdy došlo ke geomagnetickým poruchám.